# Manfred Klemann
Manfred Klemann (* 27. Juni 1953 in Singen, Baden-Württemberg) ist ein deutscher Verleger und Unternehmer.

## Leben
Klemann schrieb nach dem Abschluss seines Studiums an der Universität Konstanz das Buch Mit Phantasie das Kabel kapern, das 1983 beim Fischer Taschenbuch Verlag erschien. Im selben Jahr gründete er den Unterwegs Verlag für Publikationen über Reisen und Kommunikation. 1993 gründete Klemann in Singen die Firma Unterwegs-im-Internet.
Im Jahr 2000 gründete er die Wetter.com AG, aus der das deutsche Wetterinformations-Portal und ein deutscher Wetter-Mediendienstleister entstanden sind, 2004 den digitalen Fernsehkanal Wetter.com TV, ein 24-Stunden-Themenprogramm rund um Klima und Wetter. Heute ist die wetter.com AG ein Teil der ProSiebenSat.1-Gruppe, seit Sommer 2014 zu 100 %. Im Zuge der vollständigen Eingliederung in die ProSiebenSat.1 Media AG (seit 7. Juli 2015: ProSiebenSat.1 Media SE) wurde die wetter.com AG in die wetter.com GmbH umgewandelt. Klemann war bis Anfang 2014 CEO der wetter.com AG. 
Seit Herbst 2014 ist Klemann zusammen mit Chefredakteur Matthias Ackeret Gesellschafter des Verlags des Schweizer Kommunikationsfachmagazins persönlich.
Als Autor schreibt er Bücher über zahlreiche Länder wie die USA, Indien und Spanien und gibt einen deutschen Internate-Führer heraus.